# 124 a.C.

## Eventos
- 164a olimpíada: Beto de Sicião, vencedor do estádio.[1]
- Caio Cássio Longino e Caio Sêxtio Calvino, cônsules romanos.
- Continua a intervenção romana na Gália Transalpina:
  - Sob a liderança de Caio Sêxtio Calvino e Marco Fúlvio Flaco, cônsul no anterior, os romanos conseguem firmar um corredor de suprimentos até a região e começam a pacificar os povos locais.